# Streifenbauchpipra
Der Streifenbauchpipra (Machaeropterus regulus) oder Streifenpipra ist ein südamerikanischer Sperlingsvogel aus der Familie der Schnurrvögel.

## Merkmale

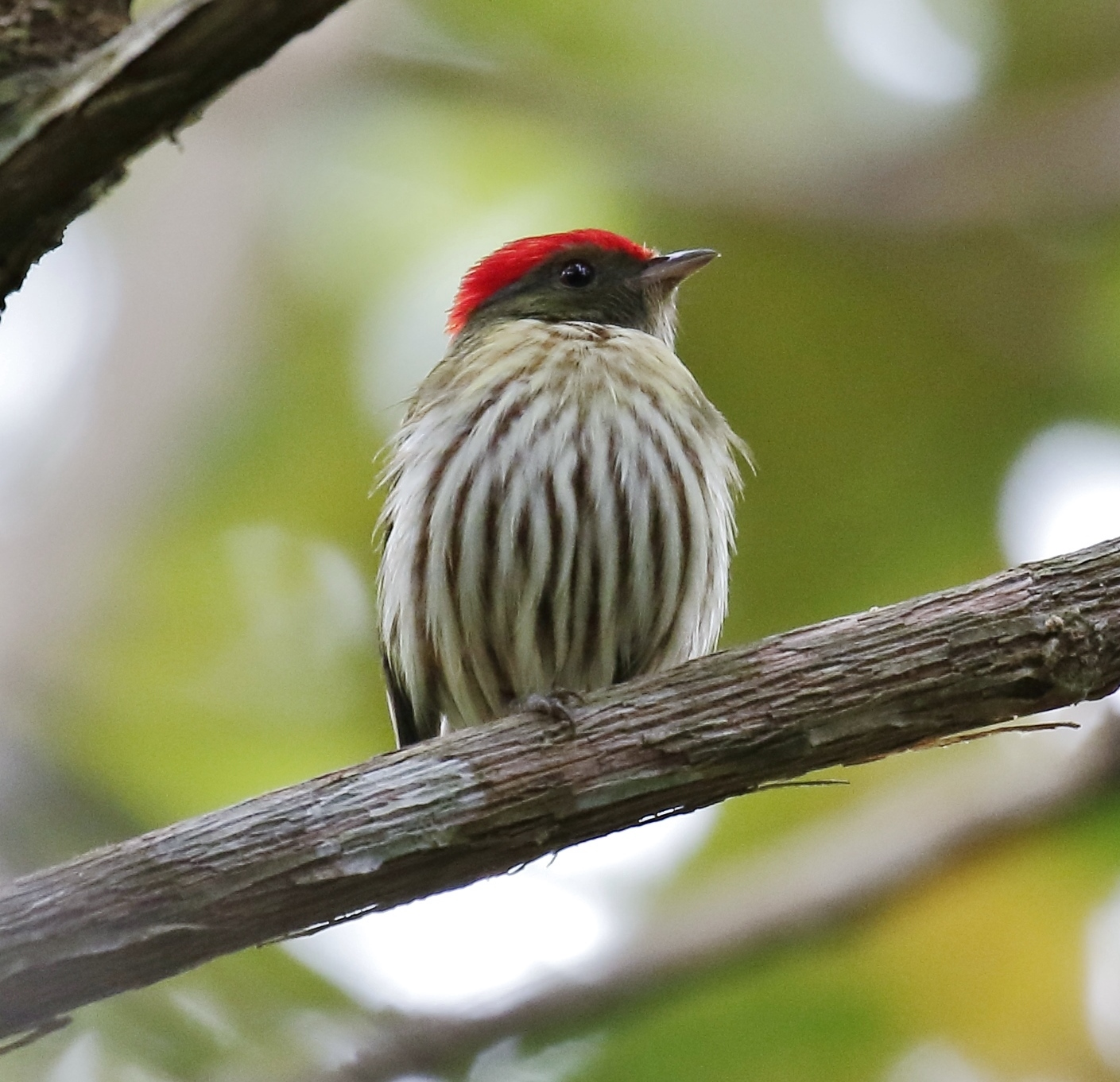
Männlicher Streifenbauchpipra

Der 10 cm lange Streifenbauchpipra ist oberseits olivgrün gefärbt und ist unterseits rot-weiß gestreift. Das Männchen besitzt eine scharlachrote Haube.

## Vorkommen
Der Streifenbauchpipra lebt in den unteren und mittleren Stockwerken des Regen- und Sekundärwaldes in Kolumbien, Venezuela, Ost-Ecuador, Nordost-Peru und in Teilen Brasiliens.

## Fortpflanzung
Zur Brutzeit versammeln sich die Männchen auf Lichtungen und führen Balztänze auf, um Weibchen anzulocken. Das napfförmige Nest aus verwebten Pflanzenteilen wird zwischen zwei Ästen in einem Baum oder Busch gebaut. Das Gelege aus ein bis zwei Eiern wird zwei bis drei Wochen bebrütet. Die Jungvögel sind nach zwei Wochen flügge. Der Nestbau, das Brüten und die Aufzucht der Jungen werden vom Weibchen alleine erledigt.

## Taxonomie
Der Streifenbauchpipra wurde 1819 von dem deutschen Zoologen Carl Wilhelm Hahn beschrieben und erhielt den binomischen Namen Pipra regulus. Die Art wird heute in die Gattung Machaeropterus gestellt, die 1854 von dem französischen Naturforscher Charles Lucien Bonaparte eingeführt wurde. Die Art wurde früher als konspezifisch mit Machaeropterus striolatus beschrieben, unterscheidet sich jedoch deutlich in der Lautäußerung und, in geringerem Maße, im Gefieder. Daher wurden die Arten in Anlehnung an Snow, (2004b), getrennt. Die Art ist monotypisch.